# Calliandra lintea
Calliandra lintea är en ärtväxtart som beskrevs av Rupert Charles Barneby. Calliandra lintea ingår i släktet Calliandra och familjen ärtväxter. Inga underarter finns listade i Catalogue of Life.